# شارل دوینو
شارل دوینو (فرانسوی: Charles Devineau‎؛ زادهٔ ۲ اوت ۱۹۷۹) بازیکن سابق و مربی فوتبال اهل فرانسه است.
از باشگاه‌هایی که در آن بازی کرده‌است می‌توان به باشگاه فوتبال نانت اشاره کرد.
وی همچنین در تیم ملی فوتبال زیر ۲۱ سال فرانسه بازی کرده‌است.